# Petrakóvskoie
Petrakóvskoie (en rus: Петраковское) és un poble de la república del Daguestan, a Rússia. Segons el cens del 2010 tenia 2.963 habitants.